# Анонім (фільм, 2011)
«Анонім» (англ. Anonymous) — історичний драматичний фільм режисера Роланда Еммеріха і сценариста Джона Орлоффа. Фільм-версія про життя Едварда де Вера, 17-й графа Оксфордського, придворного королеви Єлизавети Тюдор, драматурга, поета і покровителя мистецтв, який припускає, що він був фактичним автором п'єс Вільяма Шекспіра. 
Прем'єра фільму відбулася на Міжнародному кінофестивалі у Торонто 11 вересня 2011 року. 
Виробництво «Центрополіс Ентертемент» і кіностудії «Бабельсберг». Дистрибуція Columbia Pictures. Фільм вийшов у США, Канаді та Великій Британії 28 жовтня 2011 року. Пізніше — в решті світу.

## Акторський склад
- Ріс Іванс — Едвард де Вер, 17-й граф Оксфорд
  - Джеймі Кемпбелл Бовер — юний Едвард де Вер
- Ванесса Редґрейв — Єлизавета I
  - Джоелі Річардсон — юна Єлизавета
- Себастьян Арместо — Бен Джонсон, поет і драматург
- Рейф Сполл — Вільям Шекспір
- Девід Тьюліс — Вільям Сесіл, 1-й барон Берлі, старий радник королеви Єлизавети
- Едвард Хогг — Роберт Сесіл, 1-й граф Солсбері, син і наступник Вільяма Сесіла
- Ксав'єр Семюель — Генрі Візлі, 3-й граф Саутгемптон, особа, якій присвячені Шекспірівські поем і сонети
- Сем Рід — Роберт Девере, 2-й граф Ессекс
- Паоло Де Віта — Франческо, слуга графа Оксфорда
- Тристан Грейвеллі — Крістофер Марлоу, поет і драматург
- Роберт Еммс — Томас Деккер, драматург
- Тоні Вай — Томас Неш, поет і сатирик
- Алекс Хасселль — Габріель Спенсер
- Марк Райленс — актор Генрі Конделл, грає оповідача (Генріх V) і Річард III
- Джон Кеог — Філіп Енслоу
- Гелен Бексендейл — Анн де Вер
  - Емі Кволек — Анн де Вер у молодості
- Вікі Кріпс — Бессі Вавасор
- Том Влашига — капітан гвардії
- Дерек Джекобі — оповідач

## Виробництво

### Виникнення ідеї
Сценарист Джон Орлофф зацікавився темою авторства творів Шекспіра, після перегляду телевізійного шоу Frontline у 1989 році. Перша спроба реалізувати цей проєкт наприкінці 1990-х років, зазнала невдачі через успіх фільму «Закоханий Шекспір», що вийшов у світ у 1998 році. Проєкт майже отримав шанс на реалізацію у 2005 році під назвою «Душа Ери» з бюджетом від $ 30 до $ 35 млн. Однак фінансування виявилося «ризикованою справою», за словами режисера Роланда Еммеріха. У жовтні 2009 року Еммеріх заявив: «Дуже важко отримати гроші на фільм, подібний до цього».
Роланд Еммеріх Еммеріх зазначив, що він мало знав про історію Єлизавети, та про авторське питання, доки він не натрапив на сюжет Джона Орлоффа, і не «занурився» в різні теорії. Побоюючись подібності з Амадеусом, Мілоша Формана, Емеріх вирішив створити його як фільм про політику спадкоємства та монархії, трагедію про королів, королев і князів, з широкими сюжетними лініями, включаючи вбивство, нелегітимність та інцест — «всі елементи Шекспірівских п'єс».

У листопаді 2009 року, Еммеріх заявив, що основа фільму розкривається в оригінальній назві — Дух Епохи, а події розгортаються навколо основних героїв: Бена Джонсона, Вільяма Шекспіра, та графа Оксфордського. 2010 року Еммеріх детально виклав остаточну сюжетну лінію фільму:
«Це поєднання багатьох речей: історичний трилер, оскільки йдеться про тих, хто досяг успіху за часів королеви Єлизавети і про боротьбу людей, які хочуть мати цей успіх. Тюдори з одного боку, а Сесіли — з іншого, а між ними — Королева. Через цю історію ми також розповімо, як п'єси були підписані ім'ям „Вільям Шекспір“»
.

### Створення
Анонім став першим ігровим фільмом, знятим новою камерою Alexa від Arriflex, більшу частину фону та покращень виконано за допомогою технології CGI. Крім того, Єлизаветинський Лондон було відтворено для фільму з понад 70 вручну створених декорацій на студії «Студіо Бабелсберг» у Німеччині. У тому числі точна копія лондонського театру Роуз.

## Сприйняття
Фільм отримав змішані відгуки від критиків, хвалячи його постановку та візуальні досягнення, але з критикою створення фільму у форматі часових стрибків, а також за фактичні помилки, і просування Оксфордського теорії авторства Шекспіра.

### Критична реакція
За статистикою сайту Rotten Tomatoes, фільм отримав 46 % відсотків схвалення на основі 168 відгуків, із середньою оцінкою 5,5 / 10. Критичний консенсус сайту стверджує, що «Роланд Емеріх тримає марку, візуального та емоційного бомбардування, але найбільше Анонімус зосереджується на тому, аби переконати аудиторію у цій не доопрацьованій теорії, і чим більше стараються довести, тим менш переконливою вона стає». За оцінками сайту Metacritic фільм набрав 50 балів зі 100, на основі відгуків 40 критиків, що вказує на змішані або середні оцінки критиків.

### Покази
Прем'єра фільму спочатку була запланована одночасно у всьому світі, у стилі Закоханого Шеспіра, але плани змінилися і прем'єра була замінений на обмежену, 28 жовтня 2011 року у 265 кінотеатрах США, Канади, Ірландії та Великої Британії. На другий тиждень покази були розширені до 513 кінотеатрів. Допрем'єрні опитування показали слабкі прогнози зборів у перші вихідні (менше 5 мільйонів доларів), тому менеджмент Соні змінив дату випуску та стратегію. Замість того, аби розраховувати на підтримку пліток про фільм віддали перевагу більш поступовій стратегії просування У прокаті фільм став провальним..

### Відзнаки
У 2011 році «Анонім» був номінований на Премію «Оскар» за найкращий дизайн костюмів німецького костюмера Лізі Крістл. У тому ж році фільм був номінований у 7 категоріях на премію «Лола» та переміг у 6 номінаціях. Дві номінації на премію «Супутник» Ванесса Редґрейв була номінована на «Премію Лондонського гуртка кінокритиків» у номінації «Найкраща британська актриса року». Фільм також був номінований на премію Гільдії артдиректорів у номінації «Історичний фільм» та дві номінації премії VES Awards.